# Favonigobius aliciae
Favonigobius aliciae es una especie de peces de la familia de los Gobiidae en el orden de los Perciformes.

## Morfología
Los machos pueden llegar a alcanzar los 5 cm de longitud total.

## Alimentación
Come crustáceos e insectos

## Hábitat
Es un pez de clima tropical y demersal.

## Distribución geográfica
Se encuentra en Indochina y la Península de Malaca, incluyendo Camboya y el delta del Mekong.

## Observaciones
Es inofensivo para los humanos.